# Mr. Wonderful
Mr. Wonderful es el segundo álbum de estudio de la banda británica de rock Fleetwood Mac, publicado en 1968 por Blue Horizon solo para el Reino Unido. A diferencias del álbum debut, este se enfoca más en el blues rock y se añadió un grupo de saxofonistas como músicos invitados, también aparece tocando el piano y los teclados Christine Perfect de Chicken Shack, que posteriormente sería miembro oficial de la banda.
Alcanzó la décima posición en la lista UK Albums Chart del Reino Unido, y permaneció en ella por 11 semanas consecutivas.
El crítico Richie Unterberger del sitio Allmusic consideró como una gran decepción y a su vez lo trató como una copia al sonido del músico Elmore James, del cual se versionaron los temas «Coming Home» y «Dust My Broom». También posee un cover de «Doctor Brown» original del vocalista de blues Buster Brown.

## Antecedentes
En febrero de 1968 Fleetwood Mac publicó su álbum debut homónimo, que logró el cuarto puesto en la lista UK Albums Chart, Además, entró entre los diez álbumes más vendidos en las listas desarrolladas por tres de las revistas británicas más importantes de la época: NME, Melody Maker y Record Mirror. Para promocionarlo, la agrupación realizó una gira de conciertos por el Reino Unido, Escandinavia y Estados Unidos hasta julio de 1968. Fleetwood Mac consiguió un éxito comercial importante en el Reino Unido y los motivó a publicar dos sencillos en el primer semestre de 1968. En abril salió a la venta la composición del guitarrista Peter Green, «Black Magic Woman» y en julio una versión de «Need Your Love So Bad» de Little Willie John, la que destacó por incluir una sección de vientos sugerida por el productor Mike Vernon.

## Lista de canciones
| N.º | Título                     | Escritor(es)                 | Duración |  |
| 1.  | «Stop Messin' Round»       | Peter Green, C.G. Adams      | 2:22     |  |
| 2.  | «I've Lost My Baby»        | Jeremy Spencer               | 4:18     |  |
| 3.  | «Rollin' Man»              | Green, Adams                 | 2:54     |  |
| 4.  | «Dust My Broom»            | Elmore James, Robert Johnson | 2:54     |  |
| 5.  | «Love That Burns»          | Green, Adams                 | 5:04     |  |
| 6.  | «Doctor Brown»             | J.T. Brown, Buster Brown     | 3:48     |  |
| 7.  | «Need Your Love Tonight»   | Spencer                      | 3:29     |  |
| 8.  | «If You Be My Baby»        | Green, Adams                 | 3:54     |  |
| 9.  | «Evenin' Boogie»           | Spencer                      | 2:42     |  |
| 10. | «Lazy Poker Blues»         | Green, Adams                 | 2:37     |  |
| 11. | «Coming Home»              | James                        | 2:41     |  |
| 12. | «Trying So Hard to Forget» | Green, Adams                 | 4:47     |  |

## Músicos
| Músicos de la banda - Peter Green: voz, guitarra y armónica - Jeremy Spencer: voz y slide - John McVie: bajo - Mick Fleetwood: batería | Músicos invitados - Christine Perfect: teclados - Duster Bennett: armónica - Steve Gregory y Dave Howards: saxofón alto - Johnny Almond y Roland Vaughan: saxofón tenor |